# Adam Mansbach
Adam Mansbach (1 juli 1976) is een Amerikaanse schrijver en professor aan Rutgers University in Camden, bekend van het "kinderboek" Go the Fuck to Sleep. Andere boeken van zijn hand zijn onder meer Angry Black White Boy en The End of the Jews. Deze laatste leverde hem in 2008 een California Book Award op.

## Biografie
Mansbach was sinds de jaren '90 redacteur van het hip-hoptijdschrift Elementary en was artistiek adviseur bij het Center for Jazz Studies aan de Columbia-universiteit. Hij is een vooraanstaand theoreticus over de onderwerpen hip-hop en esthetica en treedt tegenwoordig (2011) op televisie op met lezingen over deze thema's.
Sinds 2002 publiceert Mansbach veelvuldig essays en romans over verschillende onderwerpen, publiceert zijn poëzie en was redacteur van "Een Fictieve Geschiedenis van de Verenigde Staten" ("A Fictional History of the United States With Huge Chunks Missing") samen met T. Cooper.
In de jaren 2009 en 2010 was Mansbach gastprofessor literatuur aan Rutgers University. Hij woont met zijn vrouw en dochter in Philadelphia, Pennsylvania.

## Prijzen
- California Book Award 2008 voor The End of the Jews